# Nazim Kazzar
Nazim Kazzar (zm. 1973) – iracki polityk związany z partią Baas. Organizator nieudanego zamachu stanu w Iraku w 1973.

## Życiorys
Był szyitą, urodził się w Al-Amarze. Ukończył studia techniczne w Bagdadzie. Do irackiego oddziału partii Baas przyłączył się w 1959, rok po rewolucji. Brał udział w zamachu stanu w Iraku w lutym 1963, w którym partia Baas obaliła rząd Abd al-Karima Kasima, by sama przejąć władzę. Brał osobisty udział w prześladowaniach Irackiej Partii Komunistycznej, które nastąpiły po przewrocie.
Partia Baas straciła władzę jeszcze w tym samym roku. Odzyskała ją po kolejnym zamachu stanu w lipcu 1968. Kazzar stanął wówczas na czele oficjalnej partyjnej organizacji bezpieczeństwa wewnętrznego. Brał osobisty udział w torturowaniu aresztowanych przeciwników partii Baas. W 1970 był jednym z trzech sędziów trybunału sądzącego uczestników antyrządowego spisku opłaconego przez rząd Iranu. Sąd ten skazał na śmierć 42 osoby. Kierowana przez niego partyjna organizacja bezpieczeństwa organizowała zamachy na osoby uznane za wrogów irackiego rządu poza granicami kraju: w Kairze, gdzie zaatakowano trzech przebywających na emigracji irackich naserystów, i w Londynie, gdzie przeprowadzono dwa zamachy na byłego premiera Iraku Abd ar-Razzaka an-Najifa. Wcześniej, w 1971, Kazzar za wiedzą Saddama Husajna, wobec którego był w tym czasie całkowicie lojalny i któremu zawdzięczał swoje stanowisko, zorganizował nieudany zamach na przywódcę Kurdów irackich Mustafę Barzaniego.
Z czasem relacje Kazzara i Saddama Husajna bardzo się pogorszyły. Kazzar nie aprobował poprawy stosunków partii Baas z komunistami, która nastąpiła na początku lat 70. Zdawał sobie również sprawę z tego, że konsolidujący władzę w kraju Ahmad Hasan al-Bakr i Saddam Husajn nie pozwolą mu zachować dotychczasowej silnej pozycji w partii i będą gotowi użyć siły, by go jej pozbawić. Postanowił zatem zorganizować zamach stanu wyprzedzający ich ruch. Według innego autora Kazzar dobrze rozumiał słabość państwa, którego instytucje były silne tylko z pozoru, i postanowił w ryzykowny sposób szybko zagarnąć władzę dla siebie. Wykorzystując jedną z nielicznych podróży zagranicznych prezydenta Iraku al-Bakra (do Polski) i spodziewając się, że przywódcy partii będą witać go na lotnisku po powrocie, zwabił do swojego domu ministra obrony Hammada Szihaba oraz ministra spraw wewnętrznych Saduna Ghajdana (pod pretekstem udziału w bankiecie) i uwięził ich w piwnicy. Następnie wysłał na lotnisko oddział własnych zwolenników, którzy mieli zamordować al-Bakra i oczekujących na niego polityków. Nieoczekiwanie jednak samolot al-Bakra dotarł na miejsce z opóźnieniem, a zamachowcy uznali, że był to świadomy ruch prezydenta, który musiał dowiedzieć się do przewrocie, i opuścili lotnisko. Kazzar najpierw zażądał spotkania z al-Bakrem w domu innego polityka partii Baas, Abd al-Chalika as-Samarra’ia (nie ma dowodów, że był on wtajemniczony w spisek), a następnie zażądał przez radio, by pozwolono mu opuścić Irak, grożąc w przeciwnym razie zamordowaniem Szihaba i Ghajdana. Został jednak zatrzymany w pobliżu granicy z Iranem. Jego towarzysze zamordowali wówczas Szihaba i ciężko ranili Ghajdana. Pojmany Kazzar został uznany za winnego zdrady stanu, skazany na śmierć przez specjalny sąd pod przewodnictwem Izzata Ibrahima ad-Duriego i natychmiast stracony. Saddam Husajn wykorzystał spisek Kazzara do wyeliminowania swoich przeciwników politycznych, doprowadzając do skazania na śmierć ok. 30 działaczy partyjnych, których uważał za zagrożenie dla siebie, niekoniecznie związanych z nieudanym przewrotem.